# Carpoapseudes caraspinosus
Carpoapseudes caraspinosus är en kräftdjursart som beskrevs av Masahiro Dojiri och Jürgen Sieg 1997. Carpoapseudes caraspinosus ingår i släktet Carpoapseudes och familjen Apseudidae. Inga underarter finns listade i Catalogue of Life.